# Shōma Mizunaga
Shōma Mizunaga (japanisch 水永 翔馬 Mizunaga Shōma; * 22. Mai 1985 in der Präfektur Miyazaki) ist ein ehemaliger japanischer Fußballspieler.

## Karriere
Mizunaga erlernte das Fußballspielen in der Schulmannschaft der Miyazaki Nihon University High School. Seinen ersten Vertrag unterschrieb er 2004 beim Honda Lock SC. 2011 wechselte er nach Nagasaki zum V-Varen Nagasaki. 2012 wurde er mit dem Verein Meister der Japan Football League und stieg in die zweite Liga auf. Von Juli 2014 bis Saisonende wurde er an den Zweigen Kanazawa ausgeliehen. Mit Zweigen wurde er Meister der dritten Liga und stieg in die zweite Liga auf. Nach Ende der Ausleihe wurde er von Zweigen fest unter Vertrag genommen. Die Saison 2017 wurde er an den Drittligisten Giravanz Kitakyushu ausgeliehen. Für den Verein aus Kitakyūshū stand er 27-mal in der dritten Liga auf dem Spielfeld. Am 1. Februar 2018 unterschrieb er einen Vertrag beim Viertligisten Tegevajaro Miyazaki. Ende 2020 wurde er mit dem Klub aus Miyazaki Vizemeister der vierten Liga und stieg in die dritte Liga auf. Nach insgesamt 79 Ligaspielen, in denen er 26 Treffer erzielte, beendete er im Januar 2022 seine Karriere als Fußballspieler.

## Erfolge
V-Varen Nagasaki
- Japan Football League: 2012

Zweigen Kanazawa
- Japanischer Drittligameister: 2014